# Michał Gedeon Radziwiłł
Michał Gedeon Hieronim Radziwiłł (in lituano Mykolas Gideonas Radvila; Varsavia, 24 settembre 1778 – Varsavia, 24 maggio 1850) è stato un generale e senatore polacco.

## Biografia
Era il figlio di Michał Hieronim Radziwiłł e di Helena Przeździecka.

## Carriera
Entrò presto nell'accademia militare, combattendo già nel 1794 nella rivolta di Kościuszko contro le truppe russe e prussiane. Nel 1806 entrò al servizio nella Legione polacca settentrionale.
Nel gennaio 1807 fu colonnello e comandante della Legion-du-Nord e in seguito del V reggimento di fanteria del ducato di Varsavia. Prese parte all'assedio di Danzica e successivamente stazionò in città con il suo esercito.
Nel 1811 fu generale di brigata e nel 1812 condusse la sua brigata di fanteria nella "divisione polacca" del generale Grandjean nel X corpo di Macdonald.
Prese parte alla difesa di Danzica nel 1813 (agli ordini del generale Rapp) e quando la fortezza capitolò, fu fatto prigioniero. Nel 1815 si dimise e si stabilì presso Nieborów.
Dal 1822 fu senatore del regno di Polonia.
Nella guerra tra Polonia e Impero russo del 1830—1831 (detta rivolta di novembre), fu per un certo periodo comandante in capo nella battaglia di Grochów. Finita la guerra fu mandato in Russia a Jaroslavl'. 

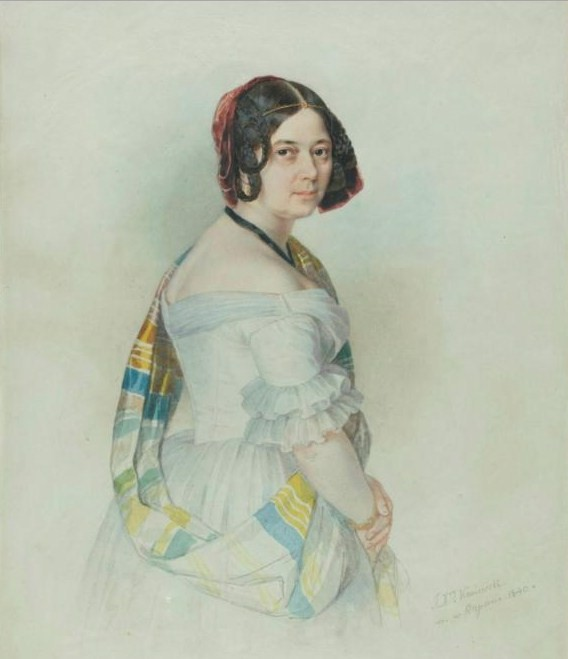
Aleksandra Stecka

## Matrimonio
Sposò, il 12 luglio 1815, Aleksandra Stecka (1796-1864), figlia unica di un ricco proprietario terriero e figliastra di Karl Stecki. Ebbero tre figli:
- Michalina Radziwiłł (1816-1883), che sposò il conte Leon Жiszewski
- Karol Andrzej Radziwiłł (1821-1886)
- Zygmunt Radziwiłł (1822-1892)